# Tomii Masaaki

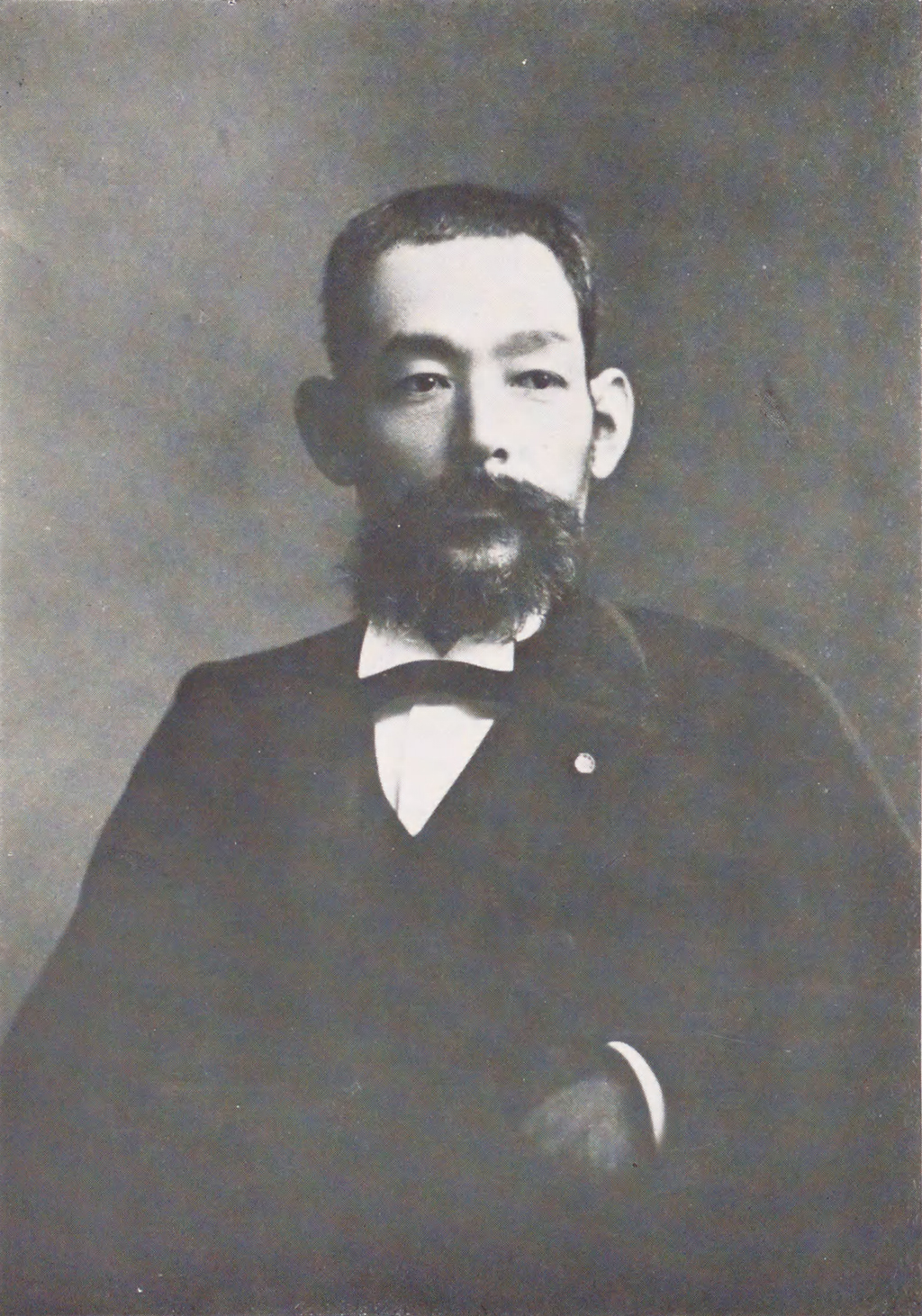
Tomii Masaakira

Danshaku Tomii Masaaki, auch Tomii Masaakira (japanisch 富井 政章; * 16. Oktober 1858 in Kyōto; † 14. September 1935 in Tokio), auch bekannt als Tomii Masaakira, war ein japanischer Rechtsgelehrter der Meiji-Ära, Mitgründer der Hōsei-Universität und Mitverfasser des japanischen BGB.

## Leben
Tomii Masaaki wurde 1858 als Sohn des Samurais Tomii Masatsune in Kyōto geboren. Nach dem Besuch der Fremdsprachenschule Tokyo, ging Tomii 1877 nach Frankreich und studierte dort an der juristischen Fakultät in Lyon. Nach seiner Promotion 1883 über das französische Kaufrecht, kehrte er nach Japan zurück und wurde 1885 Rechtsprofessor an Universität Tokyo.
1893 wurde Tomii Masaaki im Zuge des Kodifizierungsstreites zwischen der vom französischen Recht geprägten Rechtsschule des japanischen Justizministeriums und der vom englischen Recht geprägten Universität Tokyo über den Boissonadischen Entwurf zum japanischen BGB in die neu gebildete Zivilrechts-Kommission berufen. Deren Entwurf für ein japanisches BGB trat 1896 (allgemeine Teil, Sachen- und Schuldrecht) und 1898 (Familien- und Erbrecht) in Kraft.
1903 wurde Tomii in den „Sieben-Doktoren-Zwischenfall“ (七博士事件, Shichi hakase jiken) verwickelt. Dazu kam es, als sieben Professoren in einem Zeitungsartikel einen Angriff auf Russland befürworteten. Neben Tomii waren daran Kanai Noburu, Tomizu Hirondo (戸水 寛人; 1861–1935) u. a. beteiligt.